# الکالا دل وال
الکالا دل وال (به اسپانیایی: Alcalá del Valle) یک شهرستان در اسپانیا است که در اندلس واقع شده‌است.

## خصوصیات
الکالا دل وال ۴۶٫۸۹ کیلومترمربع مساحت و ۵٬۳۶۳ نفر جمعیت دارد و ۶۲۸ متر بالاتر از سطح دریا واقع شده‌است.